# Fauna
 For alternative betydninger, se Fauna (flertydig). (Se også artikler, som begynder med Fauna)
Fauna er det samme som dyreverden. Man bruger det normalt til at betegne dyrelivet i et bestemt afgrænset geografisk område og/eller i en bestemt historisk periode. Hvis man f.eks. siger "Æbeløs fauna", er der tale om "dyrelivet på Æbelø". Den tilsvarende betegnelse for planteliv er flora.
En fauna beskrives efter videnskabelige principper, der gør sammenligninger mulige. Til det formål anvender man en generel artsopdeling. En faunaliste er en oversigt over dyr, der lever et bestemt sted. I en faunaliste skal være både dyrets latinske og dets danske navn. Dyrene må også gerne være ordnede efter familier.
Ordet stammer fra latin, hvor Fauna var gudinde for fertilitet og Jorden. Den første, der brugte ordet for dyreverden, var Carl von Linné, der i 1746 udgav værket Fauna Suedica (Sveriges fauna).